# Фракционный состав нефти
Фракционный состав является важным показателем качества нефти. В процессе перегонки на нефтеперерабатывающих заводах при постепенно повышающейся температуре из нефти отгоняют части — фракции, отличающиеся друг от друга пределами выкипания.
Перегонка свыше 370°С не производится, так как начинается крекинг. При атмосферной перегонке получают следующие фракции, выкипающие до 350°С, — светлые дистилляты:
- до 100°С — петролейная фракция;
- до 140°С — бензиновая фракция
- 140—180°С — лигроиновая фракция;
- 180—220°С — керосиновая фракция;
- 220—350°С — дизельная фракция (220—300°С газойлевая, 300—350°С соляровая).

Также указываются следующие точки кипения фракций нефти:
- лёгкие концы / природный газ
- до 70°С лёгкий бензин
- 70-100°С лёгкая нафта
- 100—150°С средняя нафта
- 150—190°С тяжёлая нафта
- 190—235°С лёгкий керосин
- 235—265°С тяжёлый керосин
- выше 265°С источники расходятся:
  - 265—343°С атмосферный газойль по другим данным 265—450°С
  - 265—360°С дизельное топливо
- после 343—426°С атмосферный остаток

Согласно БСЭ газойль получается при 200—400°С и занимает промежуточное положение между лёгкими маслами (температурный интервал смазочных масел 350—500°С) и керосином, используется в качестве дизельного топлива или для каталитического крекинга);
Последнее время[когда?] фракции, выкипающие до 200 °С, называют лёгкими, или бензиновыми, от 200 до 300 °С — средними, или керосиновыми, выше 300 °С — тяжёлыми, или масляными.
Все фракции, выкипающие до 350 °С, называют светлыми, остаток после отбора светлых дистиллятов (выше 350 °С) называется мазутом. Дальнейшая ректификация мазута при атмосферном давлении крайне затруднена, поэтому его разгоняют под вакуумом, при этом получают следующие фракции в зависимости от переработки:
- для получения топлива (350—500 °С) — вакуумный газойль (вакуумный дистиллят);[источник не указан 1939 дней]
- более 500 °С — вакуумный остаток (температурный интервал смол и асфальтенов, то есть гудрон[2]).

Получение масел происходит в следующих температурных интервалах: 300—400 °С — лёгкая фракция, 400—450 °С — средняя фракция, 450—490 °С — тяжёлая фракция, более 490 °С — гудрон. Асфальтосмолопарафиновые отложения (АСПО) также относят к тяжёлым компонентам нефти — Тпл ~80°С.